# شارد (اسم)
شارد هو اسم علم مذكر ومؤنث من أصل عربي، ومعناه هو النافر الهارب الطريد الهائم في طريقه.

## وصلات خارجية
- موسوعة السلطان قابوس لأسماء العرب نسخة محفوظة 5 أبريل 2019 على موقع واي باك مشين.